# Belton House
Belton House, es una casa de campo en Belton, cerca de Grantham, Lincolnshire, Inglaterra. Actualmente pertenece al organismo público National Trust y está abierta como museo.
Belton ha sido descrito como una recopilación de todo lo más fino de la arquitectura del estilo Restauración, la única arquitectura popular auténtica que Inglaterra había producido desde el período Tudor. La casa también ha sido descrita como el ejemplo más completo de una típica casa de campo inglesa; La afirmación ha sido hecha debido a que la fachada principal de Belton fue la inspiración para las señales de autopista británicas modernas que dan las instrucciones para llegar a las llamadas "stately home". Solamente Brympton D'evercy ha sido elogiada de forma semejante como la casa de campo inglesa perfecta.

## Historia
La familia Brownlow, una dinastía de abogados, empezó a acumular tierras en el área de Belton aproximadamente en 1598. En 1609 adquirieron la versión antigua de la finca de Belton de la familia Pakenham, que finalmente vendió la casa solariega a sir John Brownlow I en 1617. La casa vieja estaba situada cerca de la iglesia en el jardín de la casa actual y permanecía en gran parte desocupada, puesto que la familia prefería sus otras casas en otros sitios. John Brownlow se había casado con una heredera pero no tenía hijos; estaba unido solamente a dos relaciones de sangre, un sobrino mayor, que también se llamaba John Brownlow, y una sobrina grande, Alice Sherard. Los dos primos se casaron en 1676; tres años más tarde, la pareja heredó las fincas de Brownlow de su tío abuelo conjuntamente con unos ingresos de £9,000 al año y £20,000 al contado. Inmediatamente compraron una casa en la ciudad de Southampton, que era la nueva moda en Bloomsbury, y decidieron construir una casa de campo nueva en Belton.
Durante trescientos años, Belton House fue la casa solariega de la familia Brownlow y Cust, que tenía primera región adquirida en la zona a fines del siglo XVI.

## Diseño

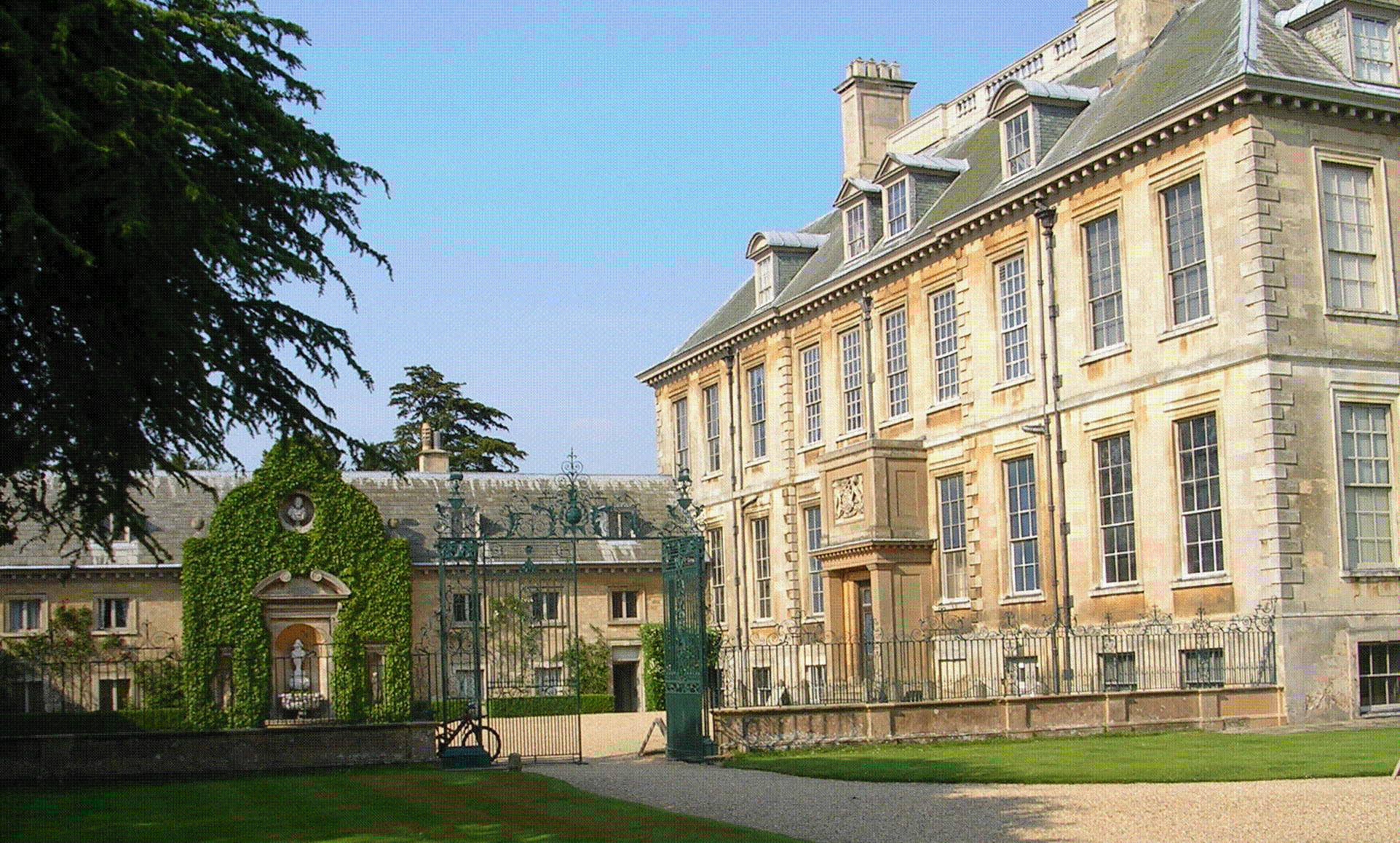
Esta es una foto del edificio catalogado número 1194858.

Entre 1685 y 1688 el joven sir John Brownlow y su esposa terminaron de construir la mansión actual. A pesar de su gran riqueza decidieron construir una modesta casa de campo en vez de un imponente palacio contemporáneo en estilo Barroco. El estilo de Restauración contemporáneo, provincial fue la opción seleccionada para su diseño. Sin embargo, la nueva casa fue equipada con las últimas innovaciones técnicas como las ventanas de marco para las habitaciones principales, y, aún más importante, el disponer áreas totalmente separadas para el personal. Pese a que las sucesivas generaciones hicieron cambios en el interior de la casa que reflejaron su cambio de puesto social y gustos, las telas y los diseños de la casa cambiaron poco.
Después de la Primera Guerra Mundial (durante un período el Cuerpo de ametralladora estuvo ubicado en el parque), los Brownlows, como muchos de su clase, debieron hacer frente a crecientes problemas financieros. En 1984 donaron la casa, completa con la mayor parte de su contenido. Los receptores de su donación, el National Trust, abren ahora Belton completamente al público. Está en un buen estado de conservación y es visitada por miles de turistas todos los años. Entre sus principales atractivos se cuenta una serie de tres grandes pinturas sobre pájaros, realizadas por el holandés Melchior de Hondecoeter.
La mansión está rodeada de jardines y una serie de vías que conducen a unas pequeñas construcciones denominadas follies dentro de un parque arbolado. 